# 德班無軌電車
德班無軌電車曾經是南非德班公共交通網絡的一部分，直到二十世紀中葉關閉時已有30多年的歷史。
據一些消息來源，德班系統是世界上第一個遭遇翻倒事故的無軌電車系統。該事故發生在1941年3月5日，共有37人受傷。
德班的無軌電車背面配有釣魚竿架，這亦是世上獨一無二的。

### 延伸閱讀
- Beeton, Frank. . FOCUS On Transport and Logistics. FOCUS On Transport and Logistics. November 2011  [2 March 2012]. （原始内容存档于2016-03-04）.
- Jackson, Allan.  3rd. Dalbridge, South Africa: FAD Publishing. 2007. ISBN 978-0-620-38672-2.
- Pabst, Martin. . Krefeld: Röhr Verlag. 1989. ISBN 3-88490-152-4. （英文） （德文）
- Patton, Brian. . Brora, Sutherland: Adam Gordon. 2004. ISBN 978-1-874422-50-1.

## 外部連結
维基共享资源上的相關多媒體資源：德班無軌電車